# اما ناکس
اما ناکس (انگلیسی: Emma Knox؛ زادهٔ ۲ مارس ۱۹۷۸) بازیکن واترپلو زن اهل استرالیا است.